# Phanerophlebia gastonyi
Phanerophlebia gastonyi är en träjonväxtart som beskrevs av George Yatskievych. Phanerophlebia gastonyi ingår i släktet Phanerophlebia och familjen Dryopteridaceae. Inga underarter finns listade.